# Niggi Schmassmann
Nicolas „Niggi“ Schmassmann (* 18. Februar 1960 in Basel) ist ein Schweizer Motorradrennfahrer.

## Karriere
Sein erstes Rennen bestritt Schmassmann im Jahr 1981. Auf internationaler Ebene startete er ab 1988, als er in der 500-cm³-Klasse der Motorrad-Welt- und -Europameisterschaft auf Honda auftrat. In der WM konnte er in elf Rennen keine Punkte erringen, die EM schloss er mit 19 Zählern als 19. ab. Im folgenden Jahr errang Schmassmann seine ersten acht Punkte in der Weltmeisterschaft und wurde 28. der Gesamtwertung. Die Europameisterschaft schloss er als Zehnter ab.
Die Saison 1990 war die erfolgreichste in Niggi Schmassmanns WM-Karriere. Er fuhr bei seinen sechs Grand-Prix-Starts konstant in die Punkteränge, wurde mit 23 Zählern Gesamt-19. und erreichte mit Rang neun beim Großen Preis von Jugoslawien in Rijeka seine beste Rennplatzierung überhaupt.
Nach WM-Rang 24 mit fünf Zählern 1991 und keinen Punkten im folgenden Jahr, mittlerweile auf Harris-Yamaha unterwegs, kehrte der Schweizer der WM fast gänzlich den Rücken und konzentrierte sich auf die Deutsche Meisterschaft, in der er 1993, 1995, 1996 und 1997 den Titel in der Halbliterklasse gewann.
Nachdem Niggi Schmassmann bereits 1987 erstmals an der Bol d’Or teilgenommen hatte, wechselte er ab 1997 in den Langstreckensport. 1999 belegte er in der Langstrecken-Weltmeisterschaft auf Suzuki den neunten Rang.
Schmassmann ist verheiratet, hat vier Söhne und arbeitet als Mechaniker.

## Statistik

### Erfolge
- Deutscher 500-cm³-Meister auf Honda: 1993, 1995, 1996, 1997

### In der Motorrad-Weltmeisterschaft
| Saison | Klasse  | Maschine      | Rennen | Punkte | Ergebnis |
| ------ | ------- | ------------- | ------ | ------ | -------- |
| 1988   | 500 cm³ | Honda         | 11     | –      | –        |
| 1989   | 500 cm³ | Honda         | 14     | 8      | 28.      |
| 1990   | 500 cm³ | Honda         | 6      | 23     | 19.      |
| 1991   | 500 cm³ | Honda         | 10     | 5      | 24.      |
| 1992   | 500 cm³ | ROC-Yamaha    | 13     | –      | –        |
| 1993   | 500 cm³ | ROC-Yamaha    | 1      | –      | –        |
| 1995   | 500 cm³ | Yamaha        | 1      | –      | –        |
| 1996   | 500 cm³ | Harris-Yamaha | 1      | –      | –        |
| Gesamt | Gesamt  | Gesamt        | 57     | 36     |          |

## Verweise